# Lolek (film)
Lolek – polski film dokumentalny z 2007 roku, w którym przedstawione zostają kulisy młodzieńczego życia Karola Wojtyły.

## Opis
Film opisuje życie Karola Wojtyły w latach 1920 - 1946. Występują w nim ostatni żyjący w Polsce świadkowie tamtych dni, osoby, które dobrze znały Jana Pawła II W latach jego młodości. Wielu z nich dopiero w tym filmie ujawnia nieznane opowieści i wspomnienia dotyczące rozmów, spotkań oraz wydarzeń, których uczestnikiem był Karol Wojtyła, ponieważ wcześniej nie mieli okazji podzielić się z nikim swoimi przeżyciami i doświadczeniami z tamtych czasów.

## Obsada
- Bożena Targosz jako narrator
- Teofil Bojeś jako on sam
- Eugeniusz Mróz jako on sam
- Stanisław Jura jako on sam
- Witold Karpiński jako on sam
- Halina Kwiatkowska jako ona sama
- Danuta Michałowska jako ona sama
- Franciszek Sojka jako on sam
- Mieczysław Maliński jako on sam
- Kazimierz Suder jako on sam
- Jan Paweł II (materiały archiwalne)[3]